# Ingela Arvidson
Ingela Arvidson, gift Skoglund 1977, född 23 maj 1953 i Kristianstad, är en svensk före detta friidrottare (mångkamp och häcklöpning). Hon tävlade för KFUM Kristianstad.